# پاییز، نخجوان
پاییز یا پاهست (به لاتین: Payız) (به ارمنی: Պահեստ) یک منطقهٔ مسکونی در جمهوری آذربایجان است که در شهرستان بابک واقع شده‌است. پاییز ۱٬۰۷۴ نفر جمعیت دارد.